# Милиянчук, Василий Степанович
Василий Степанович Милиянчук (10 января 1905 с. Доброводка Коломыйского района — 3 ноября 1958 Львов) — польский и советский физик-теоретик, доктор физико-математических наук, профессор Львовского государственного университета имени Ивана Франко (ЛГУ). Действительный член Научного общества имени Шевченко (НОШ).

## Биография
Василий Милиянчук родился 10 января 1905 года в селе Доброводка в семье Степана и Марии Мильянчук. С 1918 по 1926 год учился в гимназиях, а по окончании обучения поступил в Львовский университет на математическо-природный факультет. Через год перевёлся на физический факультет Львовской Политехники, который окончил в 1933 году и получил степень магистра физических наук. Во времена студенчества опубликовал в престижном журнале Zeitschrift für Fisik году две научные работы общим объемом 38 страниц, посвященные релятивистской квантовой механике Поля Дирака.
В 1935 году Милиянчук выезжает в серию командировок в Институт физики Варшавского Университета, Институт физики Университета в Вильнюсе и Институт физики в Лейпциг.
В 1937—1939 годы — ассистент профессора Войцеха Рубиновича во Львовском университете.
В период 1945—1958 годы — профессор физико-математического факультета ЛГУ имени Ивана Франко.
В серии работ, опубликованных В. Милиянчуком после 1947 года им разработана теория влияния неоднородных полей на характер атомных спектров, в которой подробно рассмотрел ряд важных теоретических вопросов.
Начиная с 1949 года, Милиянчук параллельно с теорией атомных спектров начинает разработку ряда вопросов квантовой электродинамики и общей теории квантованных полей.
Фундаментальные исследования Милиянчука определили его место среди ведущих теоретиков в области атомной спектроскопии. Милиянчук был известным специалистом по физике сложных спектров атомных систем во внешних полях.
Жил во Львове на улице Коцюбинского. Похоронен на Лычаковском кладбище, поле № 4. На могиле памятник с барельефным портретным изображением. Неподалеку покоятся жена и двое его сыновей..

## Работы
- Zeemaneffekt der Quadrupollinien nach der Diracschen Theorie. Ztschr Physik 1932, B. 74
- Verwandlungseffekt der Quadrupollinien. Ztschr Physik 1932, B. 74
- Einfluss des magnetischen Feldes auf den Comptoneffekt. Acta Phys Pol 1934, T. 3
- «Wymuszone» linie dipolowe. Praca magisterska, Lwów, 1934;
- Prążki «wzbronione». Mathesis Polska. 1938, T. 11, Nr. 3-4, S. 33-49.
- Влияние неоднородного поля заряженных частиц на смещение термов в газовых разрядах. ДАН СССР 1948, № 4
- О «запрещенных» компонентах в явлении Зеемана. ДАН СССР 1949, № 1
- Об одной возможности построения обобщенной линейной электродинамики. ДАН СССР 1950, №